# Șirna
Șirna is een Roemeense gemeente in het district Prahova.
Șirna telt 5198 inwoners.